# Grewia gonioclinia
Grewia gonioclinia är en malvaväxtart som beskrevs av Karl Moritz Schumann. Grewia gonioclinia ingår i släktet Grewia och familjen malvaväxter. Inga underarter finns listade i Catalogue of Life.